# Alfred Bigler
Alfred Bigler (* 10. Oktober 1898 in München; † nach 1944) war ein deutscher Offizier und SS-Führer.
Bigler diente während des Ersten Weltkrieges in der bayerischen Fußartillerie und studierte später in München Forst- und Wirtschaftswissenschaften. Vorübergehend war er im Brauwesen tätig.
Im Mai 1932 trat Bigler in die NSDAP (Mitgliedsnummer 1.075.131) und die SS (SS-Nummer 29.516) ein. Noch im gleichen Jahr stieg er zum SS-Sturmbannführer auf, 1933 erfolgten seine Ernennung zum SS-Standartenführer und schließlich am 2. Dezember 1933 zum SS-Oberführer.
Zwischen Oktober 1932 und Juni 1933, als er aus Österreich ausgewiesen wurde, diente Bigler im SS-Abschnitt VIII („Ostmark“), zunächst als Stabsführer und zuletzt vertretungsweise als Abschnittsführer. Danach war er Stabsführer des SS-Oberabschnitts Nord. Von März bis Oktober 1934 leitete er den SS-Abschnitt XI (Wiesbaden) und vom 23. Oktober 1934 bis zum 30. Januar 1935 war er Stabsführer des SS-Oberabschnitts Mitte (Dresden). Anschließend ließ er sich beurlauben und bewarb sich um eine Wiedereinstellung in die Wehrmacht. Nachdem ihm die Einstellung in die Luftwaffe zugesagt worden war, verließ er am 7. November 1936 rückwirkend zum 31. Oktober die SS.
Während des Zweiten Weltkrieges diente Bigler dann in verschiedenen Stäben der Luftwaffe, zuletzt als Oberstleutnant im Wehrersatzwesen.